# ريج موريسون
ريج موريسون (بالإنجليزية: Reg Morrison)‏ (14 سبتمبر 1932 في المملكة المتحدة - 2006) هو مدرب كرة قدم ولاعب كرة قدم بريطاني في مركز حراسة المرمى. شارك مع منتخب اسكتلندا تحت 21 سنة لكرة القدم. أما مع النوادي، فقد لعب مع نادي أبردين ونادي دندي ونادي ستيرلينغ ألبيون وLewis United F.C. ‏ وDeveronvale F.C. ‏.